# Mark Krasnosel'skii
Mark Alexandrovich Krasnosel'skii (em russo:  Ма́рк Алекса́ндрович Красносе́льский; Starokostiantyniv, 27 de abril de 1920 — Moscou, 13 de fevereiro de 1997) foi um matemático soviético, russo e ucraniano.
Obteve um doutorado em 1948 no Instituto de Matemática da Academia Nacional de Ciências da Ucrânia, orientado por Mark Krein.
É conhecido por seu trabalho sobre análise funcional não-linear e suas aplicações.

## Publicações selecionadas
- Krasnosel'skii, M.A. (1964), Topological Methods in the Theory of Nonlinear Integral Equations, Oxford-London-New York-Paris: Pergamon Press, 395p.
- Krasnosel'skii, M.A.; Rutickii, Ya.B. (1961), Convex Functions and Orlicz Spaces, Groningen: P.Noordhoff Ltd, 249p.
- Krasnosel'skii, M.A. (1964), Positive Solutions of Operator Equations, Groningen: P.Noordhoff Ltd, pp. 381 pp.
- Krasnosel'skii, M.A.; Perov, A.I.; Povolockii, A.I.; Zabreiko, P.P. (1966), Plane Vector Fields, New York: Academic Press, 242p.
- Krasnosel'skii, M.A.; Gorin, E.A.; Vilenkin, N.Ya.; Kostyuchenko, A.G.; Maslov, V.P.; Mityagin, B.S.; Petunin, Yu.I.; Rutitskij, Ya.B.; Sobolev, V.I.; Stetsenko, V.Ya.; Faddeev, L.D.; Tsitlanadze, E.S. (1972), Functional Analysis, Groningen: Wolters-Noordhoff Publ., 379p.
- Krasnosel'skii, M.A. (1968), The Operator of Translation along the Trajectories of Differential Equations, Providence: American Mathematical Society, Translation of Mathematical Monographs, 19, 294p.
- Krasnosel'skii, M.A.; Pustylnik, E.I.; Sobolevskii, P.E.; Zabreiko, P.P. (1976), Integral Operators in Spaces of Summable Functions, Leyden: Noordhoff International Publishing, 520 p.
- Krasnosel'skii, M.A.; Koshelev, A.I.; Mikhlin, S.G.; Rakovshchik, L.S.; Stet'senko,, V.Ya.; Zabreiko, P.P. (1975), Integral Equations, Leyden: Noordhoff International Publishing, 443p.

1. Krasnosel'skii, M.A.; Rutitcki, Ja.B.; Stecenko, V.Ja.; Vainikko, G.M.; Zabreiko, P.P. (1972), Approximate Solutions of Operator Equations, Groningen: Walters - Noordhoff Publ., 484p.

- Krasnosel'skii, M.A.; Burd, V.S.; Kolesov, Ju.S. (1973), Nonlinear Almost Periodic Oscillations, New York: John Wiley, 366p.
- Krasnosel'skii, M.A.; Zabreiko, P.P. (1984), Geometrical Methods of Nonlinear Analysis, Berlin-Heidelberg-New York-Tokyo: Springer Verlag, Grundlehren Der Mathematischen Wissenschaften, A Series of Comprehensive Studies in Mathematics, 263, 409p.
- Krasnosel'skii, M.A.; Pokrovskii, A.V. (1989), Systems with Hysteresis, Berlin-Heidelberg-New York-Paris-Tokyo: Springer Verlag, 410p.
- Krasnosel'skii, M.A.; Lifshits, Je.A.; Sobolev, A.V. (1990), Positive Linear Systems: The method of positive operators, Sigma Series in Applied Mathematics, 5, Berlin: Helderman Verlag, pp. 354 pp.
- Asarin, E.A.; Kozyakin, V.S.; Krasnosel'skii, M.A.; Kuznetsov, N.A. (1992), Asynchronous system stability analysis, Moscow: Nauka, 408p., [Russian].